# Le Secret de Chimneys (pièce de théâtre)
Pour les articles homonymes, voir Le Secret de Chimneys (homonymie).
Le Secret de Chimneys (Chimneys) est une pièce de théâtre policière d'Agatha Christie de 1931 adaptée de son roman éponyme de 1925.

## Historique de la pièce
En 1931, Agatha Christie adapte son roman Le Secret de Chimneys pour le théâtre. La pièce est montée mais la représentation est annulée pour des raisons inconnues. La pièce tombe dans l'oubli jusqu'à ce que le directeur artistique John-Paul Fischback découvre le script à la British Library. La première a lieu en octobre 2003 au Vertigo Theatre de Calgary au Canada, plus de 70 ans après son écriture,.
La première au Royaume-Uni a lieu en 2006 au Pitlochry Festival Theatre de Pitlochry en Écosse. La première aux États-Unis a lieu en juin 2008 à l'International Mystery Writers' Festival d'Owensboro dans le Kentucky.